# Muczne
Muczne is een plaats in het Poolse district  Bieszczadzki, woiwodschap Subkarpaten. De plaats maakt deel uit van de gemeente Lutowiska en telt 45 inwoners.

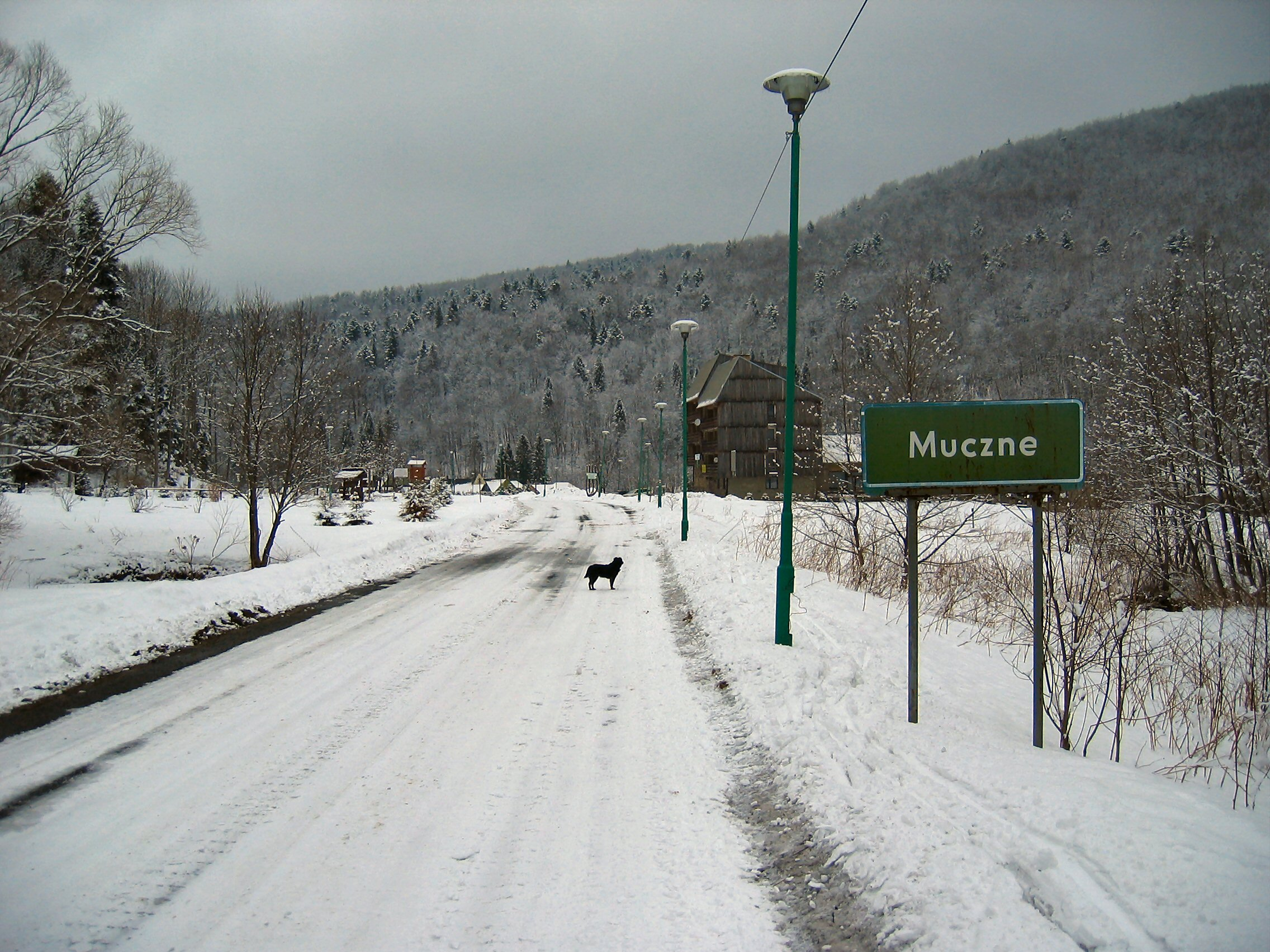
Muczne in de winter van 2006